# TVRi
TVR International (en roumain : TVR Internațional), parfois abrégée en TVRi, est une chaîne de télévision publique roumaine émettant par satellite. Appartenant à la compagnie de télévision nationale Televiziunea Română, elle reprend les principales émissions des chaînes du réseau hertzien, TVR1 et TVR2.
Cette chaîne de télévision a vu le jour en 1995 : elle émettait alors un court programme de trois heures et demie reprenant, outre le journal du soir, quelques émissions de variétés ou des documentaires.
En 2000, elle étendit sa programmation, diffusant de 17 heures à minuit, avant de passer à une diffusion 24 heures sur 24 l'année suivante.

## Programmation
La grille de programmes de TVR International se rapproche aujourd'hui de TVR1, dont elle reprend en direct de nombreuses émissions. À 7 heures du matin (heure de Bucarest), après la diffusion de l'hymne national, la chaîne diffuse un premier bulletin d'information, suivi quelques minutes plus tard par l'émission matinale Trezirea la apel (en direct). Suivent dans la matinée des émissions de débat, des documentaires, ainsi que les retransmissions des sessions du parlement roumain. A 14 heures et 19 heures, TVR International reprend en direct les journaux télévisés de TVR1 (Telejurnal). La grille est également rythmée par des séries et films roumains, des variétés ou encore un journal régional. Les évènements importants sont également repris en direct : défilé militaire de la fête nationale, discours présidentiels, ou encore les Concours Eurovision de la chanson par exemple.
Les émissions, presque exclusivement en roumain, comprennent parfois des émissions dans les langues régionales (hongrois ou allemand notamment). Un bandeau d'information, diffusé pendant certaines émissions, reprend les principales nouvelles en direct, en roumain et en anglais.
TVR International est repris par satellite en Europe, Amérique du Nord et Océanie.